# Давыдов, Владимир Ильич
Влади́мир Ильи́ч Давы́дов (15 апреля 1923, Алейкино, Симбирская губерния — 27 января 1944, Крым, Крымская АССР) — лейтенант Рабоче-крестьянской Красной Армии, участник Великой Отечественной войны, Герой Советского Союза (1944).

## Биография
Владимир Давыдов родился 15 апреля 1923 года в деревне Алейкино (ныне — Сурский район Ульяновской области) в семье крестьянина. В 1934 году вместе с семьёй он переехал в Иркутск. Окончил шесть классов средней школы, затем школу фабрично-заводского ученичества. Работал токарем на Иркутском заводе тяжёлого машиностроения имени В. В. Куйбышева. В августе 1941 года Давыдов добровольно пошёл на службу в Рабоче-крестьянскую Красную Армию. С сентября того же года — на фронтах Великой Отечественной войны. Принимал участие в боях на Западном, Брянском, Юго-Западном, Южном, Закавказском, Северо-Кавказском фронтах, затем был переведён в Отдельную Приморскую Армию. Участвовал в Орловско-Брянской оборонительной операции, битве за Кавказ, Новороссийско-Таманской и Керченско-Эльтигенской операции. В боях шесть раз был ранен. К ноябрю 1943 года гвардии лейтенант Владимир Давыдов командовал взводом пешей разведки 15-го гвардейского стрелкового полка 2-й гвардейской стрелковой дивизии 56-й армии Северо-Кавказского фронта. Отличился во время освобождения Кубани, Тамани и Крыма.
Во время боёв в Краснодарском крае и на Таманском полуострове Давыдов лично шесть раз ходил в тыл противника, взял семь пленных, доставлял ценные сведения о противнике. За период с 15 сентября по 5 ноября 1943 года взвод Давыдова уничтожил и захватил в плен около 190 вражеских солдат и офицеров. Сам же Давыдов лично уничтожил в тех боях несколько десятков солдат и офицеров противника. 3 ноября 1943 года, когда во время форсирования Керченского пролива транспортные корабли Черноморского флота подверглись авианалёту, катер, на котором находился взвод Давыдова, получил повреждения. Давыдов организовал тушение пожара, а затем, заменив получившего ранение рулевого, довёл катер до берега. В боях на плацдарме на Керченском полуострове разведгруппа из пяти человек во главе с Давыдовым в бою в районе населённого пункта Баксы (ныне — село Глазовка Ленинского района Крыма) уничтожила несколько солдат противника и взяла ещё одного в плен.
27 января 1944 года Давыдов погиб в бою. Похоронен в станице Фонталовская Краснодарского края.
Указом Президиума Верховного Совета СССР от 16 мая 1944 года за «образцовое выполнение заданий командования и проявленные при этом отвагу и героизм» гвардии лейтенант Владимир Давыдов посмертно был удостоен высокого звания звание Героя Советского Союза. Также был награждён орденами Ленина и Красной Звезды, медалью «За отвагу».

## Память
- В честь Давыдова названа улица в Иркутске[1].
- В Иркутске на зданиях, где учился и работал Давыдов, в память о нём установлены мемориальные доски[2].